# Danh sách cầu thủ tham dự Cúp bóng đá châu Á 2004
Đây là các đội hình tham dự Cúp bóng đá châu Á 2004 diễn ra ở Trung Quốc từ 17 tháng 7 đến 7 tháng 8 năm 2004.

## Bảng A

### Bahrain
Huấn luyện viên:  Srećko Juričić
| Số | Vt | Cầu thủ                | Ngày sinh (tuổi)            | Số trận | Câu lạc bộ     |
| -- | -- | ---------------------- | --------------------------- | ------- | -------------- |
| 1  | TM | Abdulrahman Abdulkarim | 13 tháng 5, 1980 (24 tuổi)  |         | Al-Najma       |
| 2  | HV | Mohamed Husain         | 31 tháng 7, 1980 (23 tuổi)  |         | Al-Ahli        |
| 5  | HV | Hassan Al Mosawi       | 21 tháng 9, 1984 (19 tuổi)  |         | Manama Club    |
| 6  | HV | Ghazi Al Kawari        | 19 tháng 5, 1977 (27 tuổi)  |         | Al-Ahli        |
| 7  | TV | Sayed Mahmood Jalal    | 5 tháng 11, 1980 (23 tuổi)  |         | Muharraq Club  |
| 8  | TV | Rashid Al-Dosari       | 24 tháng 3, 1978 (26 tuổi)  |         | Al-Arabi       |
| 9  | TĐ | Husain Ali             | 31 tháng 12, 1981 (22 tuổi) |         | Al-Rayyan      |
| 10 | TV | Mohamed Salmeen        | 4 tháng 11, 1980 (23 tuổi)  |         | Al-Arabi       |
| 11 | HV | Faisal Abdulaziz (c)   | 8 tháng 1, 1968 (36 tuổi)   |         | Muharraq Club  |
| 12 | HV | Mohamed Juma           | 13 tháng 12, 1973 (30 tuổi) |         | Busaiteen Club |
| 13 | TV | Talal Yousef           | 24 tháng 2, 1975 (29 tuổi)  |         | Al Kuwait      |
| 14 | HV | Salman Isa             | 12 tháng 7, 1977 (27 tuổi)  |         | Riffa Club     |
| 15 | TV | Saleh Farhan           | 1 tháng 1, 1981 (23 tuổi)   |         | Qatar SC       |
| 16 | HV | Sayed Mohamed          | 5 tháng 2, 1983 (21 tuổi)   |         | Al-Khor        |
| 17 | HV | Hussain Baba           | 11 tháng 2, 1982 (22 tuổi)  |         | Riffa Club     |
| 19 | TĐ | Mohamed Jaffar         | 13 tháng 11, 1979 (24 tuổi) |         | Muharraq Club  |
| 20 | HV | Adel Abbas             | 24 tháng 10, 1982 (21 tuổi) |         | Manama Club    |
| 21 | TM | Sayed Mohammed Jaffer  | 25 tháng 8, 1985 (18 tuổi)  |         | Malkiya Club   |
| 22 | TM | Ali Saeed Abdulla      | 24 tháng 9, 1979 (24 tuổi)  |         | Al-Ahli        |
| 23 | TĐ | Duaij Naser            | 18 tháng 1, 1983 (21 tuổi)  |         | Al-Shamal      |
| 29 | TV | Mohamed Hubail         | 23 tháng 6, 1981 (23 tuổi)  |         | Al-Gharrafa    |
| 30 | TĐ | A'ala Hubail           | 25 tháng 6, 1982 (22 tuổi)  |         | Al-Gharrafa    |

### Trung Quốc
Huấn luyện viên:  Arie Haan
| Số | Vt | Cầu thủ        | Ngày sinh (tuổi)            | Số trận | Câu lạc bộ         |
| -- | -- | -------------- | --------------------------- | ------- | ------------------ |
| 1  | TM | Liu Yunfei     | 8 tháng 5, 1979 (25 tuổi)   | 17      | Tianjin Teda FC    |
| 3  | HV | Sun Xiang      | 15 tháng 1, 1982 (22 tuổi)  | 6       | Shanghai Shenhua   |
| 4  | HV | Zhang Yaokun   | 17 tháng 4, 1981 (23 tuổi)  | 2       | Dalian Shide       |
| 5  | TV | Zheng Zhi      | 20 tháng 8, 1980 (23 tuổi)  | 20      | Shenzhen Jianlibao |
| 6  | TV | Shao Jiayi     | 10 tháng 4, 1980 (24 tuổi)  | 17      | TSV 1860 München   |
| 7  | TV | Sun Jihai      | 30 tháng 9, 1977 (26 tuổi)  | 62      | Manchester City FC |
| 8  | TĐ | Zheng Bin      | 4 tháng 7, 1977 (27 tuổi)   | 16      | Shenzhen Jianlibao |
| 9  | TĐ | Hao Haidong    | 25 tháng 8, 1970 (33 tuổi)  | 93      | Dalian Shide       |
| 11 | TĐ | Li Yi          | 20 tháng 6, 1979 (25 tuổi)  | 18      | Shenzhen Jianlibao |
| 12 | HV | Wei Xin        | 18 tháng 4, 1977 (27 tuổi)  | 20      | Chongqing Lifan    |
| 13 | HV | Xu Yunlong     | 17 tháng 2, 1979 (25 tuổi)  | 44      | Beijing Guoan      |
| 14 | HV | Li Weifeng (c) | 1 tháng 12, 1978 (25 tuổi)  | 70      | Shenzhen Jianlibao |
| 15 | TV | Zhao Junzhe    | 19 tháng 4, 1979 (25 tuổi)  | 37      | Liaoning FC        |
| 16 | HV | Ji Mingyi      | 15 tháng 12, 1980 (23 tuổi) | 5       | Dalian Shide       |
| 18 | TV | Li Xiaopeng    | 20 tháng 6, 1975 (29 tuổi)  | 37      | Shandong Luneng    |
| 19 | TĐ | Zhang Shuo     | 17 tháng 9, 1983 (20 tuổi)  | 9       | Tianjin Teda FC    |
| 21 | TV | Li Ming        | 26 tháng 1, 1971 (33 tuổi)  | 78      | Dalian Shide       |
| 22 | TV | Yan Song       | 20 tháng 3, 1981 (23 tuổi)  | 5       | Dalian Shide       |
| 23 | TM | Li Jian        | 9 tháng 12, 1977 (26 tuổi)  | 6       | Chongqing Lifan    |
| 25 | TV | Zhou Haibin    | 19 tháng 7, 1985 (18 tuổi)  | 15      | Shandong Luneng    |
| 27 | HV | Zhou Ting      | 5 tháng 2, 1979 (25 tuổi)   | 11      | Qingdao Zhongneng  |
| 29 | TĐ | Li Jinyu       | 6 tháng 7, 1977 (27 tuổi)   | 41      | Shandong Luneng    |

### Indonesia
Huấn luyện viên:  Ivan Venkov Kolev
| Số | Vt | Cầu thủ              | Ngày sinh (tuổi)           | Số trận | Câu lạc bộ          |
| -- | -- | -------------------- | -------------------------- | ------- | ------------------- |
| 1  | TM | Hendro Kartiko       | 24 tháng 4, 1973 (31 tuổi) | 46      | Persebaya Surabaya  |
| 2  | TV | Agung Setyabudi (c)  | 2 tháng 11, 1972 (31 tuổi) | 44      | PSIS Semarang       |
| 3  | TV | Alexander Pulalo     | 8 tháng 5, 1973 (31 tuổi)  | 6       | Persib Bandung      |
| 4  | TV | Ismed Sofyan         | 28 tháng 8, 1979 (24 tuổi) | 25      | Persija Jakarta     |
| 5  | HV | Aples Gideon Tecuari | 21 tháng 4, 1973 (31 tuổi) | 29      | Persija Jakarta     |
| 6  | HV | Warsidi Ardi         | 22 tháng 8, 1979 (24 tuổi) | 18      | Persija Jakarta     |
| 7  | TĐ | Jaenal Ichwan        | 1 tháng 5, 1977 (27 tuổi)  | 3       | Deltras Sidoarjo    |
| 8  | TĐ | Elie Aiboy           | 20 tháng 4, 1979 (25 tuổi) | 19      | Persija Jakarta     |
| 9  | TĐ | Aliyuddin            | 7 tháng 5, 1980 (24 tuổi)  | 1       | Persikota Tangerang |
| 11 | TV | Ponaryo Astaman      | 25 tháng 9, 1979 (24 tuổi) | 24      | PSM Makassar        |
| 12 | TM | Yandri Pitoy         | 15 tháng 1, 1981 (23 tuổi) | 9       | Persikota Tangerang |
| 13 | TV | Budi Sudarsono       | 19 tháng 9, 1979 (24 tuổi) | 16      | Persija Jakarta     |
| 14 | TV | Syamsul Chaeruddin   | 9 tháng 2, 1983 (21 tuổi)  | 14      | PSM Makassar        |
| 17 | HV | Harry Saputra        | 12 tháng 6, 1981 (23 tuổi) | 18      | Persikota Tangerang |
| 18 | HV | Firmansyah           | 7 tháng 4, 1980 (24 tuổi)  | 13      | Persikota Tangerang |
| 20 | TĐ | Bambang Pamungkas    | 10 tháng 6, 1980 (24 tuổi) | 21      | Persija Jakarta     |
| 21 | TĐ | Rochy Putiray        | 26 tháng 6, 1970 (34 tuổi) | 21      | Kitchee SC          |
| 22 | TĐ | Agus Indra Kurniawan | 27 tháng 2, 1982 (22 tuổi) | 1       | Persija Jakarta     |
| 23 | HV | Hamka Hamzah         | 9 tháng 1, 1984 (20 tuổi)  | 0       | Persik Kediri       |
| 24 | HV | Maman Abdurahman     | 12 tháng 5, 1982 (22 tuổi) | 0       | Persijatim Solo FC  |
| 25 | TV | Amir Yusuf Pohan     | 14 tháng 9, 1971 (32 tuổi) | 0       | PSPS Pekanbaru      |
| 30 | TM | I Komang Putra       | 5 tháng 5, 1972 (32 tuổi)  | 11      | PSIS Semarang       |

### Qatar
Huấn luyện viên:  Philippe Troussier
| Số | Vt | Cầu thủ              | Ngày sinh (tuổi)            | Số trận | Câu lạc bộ  |
| -- | -- | -------------------- | --------------------------- | ------- | ----------- |
| 2  | TV | Wesam Rizik          | 25 tháng 2, 1981 (23 tuổi)  |         | Al-Sadd     |
| 3  | HV | Abdulrahman Mesbeh   | 7 tháng 2, 1984 (20 tuổi)   |         | Al-Rayyan   |
| 5  | TV | Ezzat Jadoua         | 16 tháng 1, 1983 (21 tuổi)  |         | Al-Sadd     |
| 6  | HV | Nayef Al Khater      | 10 tháng 5, 1978 (26 tuổi)  |         | Al-Wakrah   |
| 7  | TV | Ahmad Musa           | 7 tháng 10, 1982 (21 tuổi)  |         | Al-Wakrah   |
| 8  | HV | Saad Al-Shammari     | 23 tháng 1, 1984 (20 tuổi)  |         | Esbjerg fB  |
| 9  | TĐ | Seyd Bechir          | 6 tháng 9, 1982 (21 tuổi)   |         | Al-Arabi    |
| 10 | TĐ | Waleed Hamzah        | 7 tháng 9, 1982 (21 tuổi)   |         | Al-Arabi    |
| 12 | TV | Magid Mohamed        | 1 tháng 10, 1985 (18 tuổi)  |         | Al-Sailiya  |
| 13 | TĐ | Ali Mejbel           | 17 tháng 6, 1982 (22 tuổi)  |         | Al-Wakrah   |
| 14 | HV | Saoud Fath           | 16 tháng 8, 1980 (23 tuổi)  |         | Al-Gharrafa |
| 15 | TV | Waleed Mohyaden      | 22 tháng 5, 1982 (22 tuổi)  |         | Al-Khor     |
| 16 | TĐ | Mohammed Gholam      | 8 tháng 11, 1980 (23 tuổi)  |         | Al-Sadd     |
| 17 | TV | Jassim Al Tamimi (c) | 14 tháng 2, 1971 (33 tuổi)  |         | Al-Wakrah   |
| 19 | HV | Selman Mesbeh        | 27 tháng 8, 1980 (23 tuổi)  |         | Al-Rayyan   |
| 22 | TM | Abdulaziz Ali        | 5 tháng 6, 1980 (24 tuổi)   |         | Al-Gharrafa |
| 23 | TV | Gader Mousa          | 10 tháng 9, 1982 (21 tuổi)  |         | Al-Shamal   |
| 25 | TĐ | Jamal Jouhar         | 26 tháng 7, 1987 (16 tuổi)  |         | Al-Ahli     |
| 27 | HV | Muamer Abdulrab      | 20 tháng 8, 1982 (21 tuổi)  |         | Qatar SC    |
| 28 | TV | Abdulaziz Karim      | 10 tháng 11, 1978 (25 tuổi) |         | Al-Arabi    |
| 29 | TM | Qasem Burhan         | 15 tháng 12, 1985 (18 tuổi) |         | Al-Khor     |
| 30 | HV | Bilal Mohammed       | 2 tháng 6, 1986 (18 tuổi)   |         | Al-Gharrafa |

## Bảng B

### Jordan
Huấn luyện viên:  Mahmoud El-Gohary
| Số | Vt | Cầu thủ                | Ngày sinh (tuổi)            | Số trận | Câu lạc bộ        |
| -- | -- | ---------------------- | --------------------------- | ------- | ----------------- |
| 1  | TM | Amer Shafi             | 14 tháng 2, 1982 (22 tuổi)  |         | Al-Yarmouk        |
| 2  | TV | Mustafa Shehdeh        | 5 tháng 2, 1978 (26 tuổi)   |         | Al-Baqa'a         |
| 3  | HV | Khaled Saad            | 14 tháng 11, 1981 (22 tuổi) |         | Al-Faisaly        |
| 4  | HV | Rateb Al-Awadat        | 13 tháng 10, 1970 (33 tuổi) |         | Al-Faisaly        |
| 5  | HV | Alaa' Matalqa          | 7 tháng 10, 1982 (21 tuổi)  |         | Shabab Al-Hussein |
| 6  | HV | Bashar Bani Yaseen     | 1 tháng 6, 1977 (27 tuổi)   |         | Al-Hussein Irbid  |
| 8  | TV | Hassouneh Al-Sheikh    | 26 tháng 1, 1977 (27 tuổi)  |         | Al-Faisaly        |
| 9  | TĐ | Mahmoud Shelbaieh      | 20 tháng 5, 1980 (24 tuổi)  |         | Al-Wehdat         |
| 10 | TĐ | Mo'ayyad Salim         | 1 tháng 4, 1976 (28 tuổi)   |         | Al-Faisaly        |
| 11 | TĐ | Anas Al-Zboun          | 20 tháng 5, 1980 (24 tuổi)  |         | Al-Hussein Irbid  |
| 12 | TM | Firas Taleb            | 10 tháng 5, 1977 (27 tuổi)  |         | Al-Baqa'a         |
| 13 | TV | Qusai Abu Alieh        | 20 tháng 12, 1978 (25 tuổi) |         | Al-Faisaly        |
| 14 | TV | Haitham Al-Shboul      | 13 tháng 11, 1974 (29 tuổi) |         | Al-Faisaly        |
| 16 | HV | Faisal Ibrahim         | 22 tháng 9, 1976 (27 tuổi)  |         | Al-Wehdat         |
| 17 | HV | Hatem Aqel             | 21 tháng 6, 1978 (26 tuổi)  |         | Al-Faisaly        |
| 18 | TV | Abdullah Abu Zema (c)  | 4 tháng 4, 1975 (29 tuổi)   |         | Al-Wehdat         |
| 19 | TV | Hassan Abdel-Fattah    | 17 tháng 8, 1982 (21 tuổi)  |         | Al-Wehdat         |
| 20 | TĐ | Badran Al-Shagran      | 19 tháng 1, 1974 (30 tuổi)  |         | Al-Ramtha         |
| 21 | TĐ | Abdel-Hadi Al-Maharmeh | 15 tháng 9, 1981 (22 tuổi)  |         | Al-Faisaly        |
| 22 | TM | Issa Mahad             | 19 tháng 8, 1971 (32 tuổi)  |         | Al-Ahli           |
| 23 | TV | Amer Deeb              | 4 tháng 2, 1980 (24 tuổi)   |         | Al-Wehdat         |
| 24 | TĐ | Awad Ragheb            | 5 tháng 3, 1982 (22 tuổi)   |         | Al-Wehdat         |

### Kuwait
Huấn luyện viên:  Mohammed Ibrahem
| Số | Vt | Cầu thủ             | Ngày sinh (tuổi)            | Số trận | Câu lạc bộ  |
| -- | -- | ------------------- | --------------------------- | ------- | ----------- |
| 1  | TM | Shehab Kankoune     | 28 tháng 4, 1981 (23 tuổi)  |         | Kazmah      |
| 2  | HV | Yaqoub Al-Taher     | 27 tháng 10, 1983 (20 tuổi) |         | Kuwait SC   |
| 4  | HV | Ali Abdulreda       | 28 tháng 9, 1976 (27 tuổi)  |         | Al Salmiya  |
| 5  | HV | Nohair Al-Shammari  | 12 tháng 7, 1976 (28 tuổi)  |         | Al Qadsia   |
| 6  | TV | Mohammad Al Buraiki | 10 tháng 7, 1980 (24 tuổi)  |         | Al Salmiya  |
| 7  | TV | Nawaf Al Humaidan   | 8 tháng 3, 1981 (23 tuổi)   |         | Kazmah FC   |
| 8  | TV | Saleh Al Buraiki    | 27 tháng 2, 1977 (27 tuổi)  |         | Al Salmiya  |
| 9  | TĐ | Bashar Abdullah (c) | 12 tháng 10, 1977 (26 tuổi) |         | Al Salmiya  |
| 10 | TĐ | Khalaf Al-Salamah   | 25 tháng 7, 1979 (24 tuổi)  |         | Al Qadsia   |
| 11 | HV | Ali Al Namash       | 31 tháng 10, 1982 (21 tuổi) |         | Al Qadsia   |
| 13 | HV | Mesaed Al-Enezi     | 8 tháng 7, 1983 (21 tuổi)   |         | Al-Wakra    |
| 14 | TĐ | Fahad Al-Hamad      | 1 tháng 12, 1983 (20 tuổi)  |         | Kazmah FC   |
| 15 | TV | Waleed Ali          | 3 tháng 11, 1980 (23 tuổi)  |         | Kuwait SC   |
| 16 | HV | Khaled Al Shammari  | 2 tháng 1, 1977 (27 tuổi)   |         | Kazmah FC   |
| 17 | TĐ | Bader Al-Mutwa      | 10 tháng 1, 1985 (19 tuổi)  |         | Al Qadsia   |
| 18 | TV | Jarah Al-Ateeqi     | 15 tháng 10, 1981 (22 tuổi) |         | Kuwait SC   |
| 19 | TĐ | Hussain Seraj       | 28 tháng 6, 1982 (22 tuổi)  |         | Al-Fahaheel |
| 20 | TV | Abdulrahman Mussa   | 4 tháng 12, 1981 (22 tuổi)  |         | Al Qadsia   |
| 21 | TM | Saleh Mehdi         | 9 tháng 7, 1981 (23 tuổi)   |         | Al Salmiya  |
| 22 | TM | Nawaf Al Khaldi     | 25 tháng 5, 1981 (23 tuổi)  |         | Al Qadsia   |
| 23 | TV | Nawaf Al Mutairi    | 28 tháng 9, 1982 (21 tuổi)  |         | Al Qadsia   |
| 26 | TĐ | Hamad Al Harbi      | 7 tháng 5, 1980 (24 tuổi)   |         | Naser       |

### Hàn Quốc
Huấn luyện viên:  Johannes Bonfrere
| Số | Vt | Cầu thủ          | Ngày sinh (tuổi)            | Số trận | Câu lạc bộ                           |
| -- | -- | ---------------- | --------------------------- | ------- | ------------------------------------ |
| 1  | TM | Lee Woon-Jae (c) | 26 tháng 4, 1973 (31 tuổi)  |         | Suwon Samsung Bluewings              |
| 2  | HV | Park Jin-sub     | 11 tháng 3, 1977 (27 tuổi)  |         | Ulsan Hyundai Horangi                |
| 3  | HV | Park Jae-hong    | 10 tháng 11, 1978 (25 tuổi) |         | Jeonbuk Hyundai Motors               |
| 4  | HV | Choi Jin-Cheul   | 26 tháng 3, 1971 (33 tuổi)  |         | Jeonbuk Hyundai Motors               |
| 5  | TV | Kim Nam-Il       | 14 tháng 3, 1977 (27 tuổi)  |         | Chunnam Dragons                      |
| 7  | HV | Kim Tae-Young    | 8 tháng 11, 1970 (33 tuổi)  |         | Chunnam Dragons                      |
| 9  | TV | Seol Ki-Hyeon    | 8 tháng 1, 1979 (25 tuổi)   |         | Anderlecht                           |
| 10 | TV | Hyun Young-Min   | 25 tháng 12, 1979 (24 tuổi) |         | Ulsan Hyundai Horangi                |
| 12 | TV | Lee Young-Pyo    | 23 tháng 4, 1977 (27 tuổi)  |         | PSV Eindhoven                        |
| 13 | TV | Lee Eul-Yong     | 8 tháng 9, 1975 (28 tuổi)   |         | FC Seoul                             |
| 14 | TV | Chung Kyung-Ho   | 22 tháng 5, 1980 (24 tuổi)  |         | Ulsan Hyundai Horangi                |
| 15 | HV | Lee Min-Sung     | 23 tháng 6, 1973 (31 tuổi)  |         | Pohang Steelers                      |
| 16 | TĐ | Cha Du-Ri        | 25 tháng 7, 1980 (23 tuổi)  |         | Eintracht Frankfurt                  |
| 17 | TV | Kim Jung-Kyum    | 9 tháng 6, 1976 (28 tuổi)   |         | Chunnam Dragons                      |
| 18 | TĐ | Kim Eun-jung     | 8 tháng 4, 1979 (25 tuổi)   |         | FC Seoul                             |
| 19 | TĐ | Ahn Jung-Hwan    | 27 tháng 1, 1976 (28 tuổi)  |         | Yokohama F. Marinos                  |
| 20 | TĐ | Lee Dong-Gook    | 29 tháng 4, 1979 (25 tuổi)  |         | Gwangju Sangmu Phoenix               |
| 21 | TV | Park Ji-Sung     | 25 tháng 2, 1981 (23 tuổi)  |         | PSV Eindhoven                        |
| 23 | TM | Kim Yong-Dae     | 11 tháng 10, 1979 (24 tuổi) |         | Busan I'Cons                         |
| 25 | HV | Park Yo-Seb      | 3 tháng 12, 1980 (23 tuổi)  |         | FC Seoul                             |
| 28 | HV | Kim Jin-Kyu      | 16 tháng 2, 1985 (19 tuổi)  |         | Chunnam Dragons                      |
| 30 | TM | Cha Gi-Suk       | 26 tháng 12, 1986 (17 tuổi) |         | Seoul Physical Education High School |

### Các Tiểu Vương quốc Ả Rập Thống nhất
Huấn luyện viên:  Aad De Mos
| Số | Vt | Cầu thủ              | Ngày sinh (tuổi)            | Số trận | Câu lạc bộ      |
| -- | -- | -------------------- | --------------------------- | ------- | --------------- |
| 1  | TM | Juma Rashed (c)      | 12 tháng 12, 1972 (31 tuổi) |         | Al-Shabab       |
| 3  | TV | Tawfeeq Abdul Razzaq | 1 tháng 7, 1982 (22 tuổi)   |         | Al-Wahda        |
| 4  | HV | Omran Jesmi          | 1 tháng 9, 1976 (27 tuổi)   |         | Al-Shaab        |
| 5  | TV | Abdulsalaam Jumaa    | 26 tháng 5, 1979 (25 tuổi)  |         | Al-Wahda        |
| 6  | HV | Rashid Abdul Rahman  | 20 tháng 10, 1975 (28 tuổi) |         | Al-Shaab        |
| 8  | TV | Abdul Azeez Mohamed  | 16 tháng 9, 1977 (26 tuổi)  |         | Al-Sharjah      |
| 9  | TĐ | Salem Saad           | 1 tháng 9, 1978 (25 tuổi)   |         | Al-Shabab       |
| 10 | TĐ | Mohamed Rashid       | 28 tháng 9, 1978 (25 tuổi)  |         | Al-Shaab        |
| 12 | TV | Rami Yaslam          | 11 tháng 6, 1981 (23 tuổi)  |         | Al Ain Club     |
| 13 | TV | Shehab Ahmed         | 29 tháng 3, 1984 (20 tuổi)  |         | Al Ain Club     |
| 14 | HV | Basheer Saeed        | 28 tháng 6, 1981 (23 tuổi)  |         | Al-Wahda        |
| 16 | TV | Sultan Rashed        | 5 tháng 12, 1976 (27 tuổi)  |         | Al Ain Club     |
| 17 | TM | Waleed Salem         | 28 tháng 10, 1980 (23 tuổi) |         | Al Ain Club     |
| 18 | TĐ | Ismail Matar         | 8 tháng 4, 1983 (21 tuổi)   |         | Al-Wahda        |
| 19 | HV | Khalid Ali           | 24 tháng 3, 1981 (23 tuổi)  |         | Al-Jazira Club  |
| 21 | HV | Humaid Fakher        | 3 tháng 11, 1978 (25 tuổi)  |         | Al Ain Club     |
| 23 | TV | Nawaf Mubarak        | 31 tháng 8, 1981 (22 tuổi)  |         | Al-Sharjah      |
| 24 | TV | Subait Khater        | 27 tháng 2, 1980 (24 tuổi)  |         | Al Ain Club     |
| 25 | HV | Mohammad Qassim      | 9 tháng 11, 1981 (22 tuổi)  |         | Al Ain Club     |
| 26 | TV | Salem Khamis Faraj   | 19 tháng 9, 1980 (23 tuổi)  |         | Al Ain Club     |
| 28 | TĐ | Mohamed Malallah     | 1 tháng 4, 1984 (20 tuổi)   |         | Al Khaleej Club |
| 29 | HV | Saleh Abdulla        | 8 tháng 12, 1978 (25 tuổi)  |         | Al-Jazira Club  |

## Bảng C

### Iraq
Huấn luyện viên:  Adnan Hamad
| Số | Vt | Cầu thủ                     | Ngày sinh (tuổi)            | Số trận | Câu lạc bộ        |
| -- | -- | --------------------------- | --------------------------- | ------- | ----------------- |
| 1  | TM | Uday Talib                  | 1 tháng 7, 1981 (23 tuổi)   |         | Al-Zawraa         |
| 2  | HV | Saad Attiya                 | 26 tháng 2, 1987 (17 tuổi)  |         | Al-Zawraa         |
| 3  | HV | Bassim Abbas                | 1 tháng 7, 1982 (22 tuổi)   |         | Al-Talaba         |
| 4  | HV | Haidar Abdul-Jabar          | 25 tháng 8, 1976 (27 tuổi)  |         | Al-Zawraa         |
| 6  | TV | Salih Sadir                 | 21 tháng 8, 1981 (22 tuổi)  |         | Al-Zamalek        |
| 7  | TĐ | Emad Mohammed               | 24 tháng 7, 1982 (21 tuổi)  |         | Al-Ittihad        |
| 9  | TĐ | Razzaq Farhan               | 1 tháng 7, 1977 (27 tuổi)   |         | Qatar SC          |
| 10 | TĐ | Younis Mahmoud              | 2 tháng 3, 1983 (21 tuổi)   |         | Al-Talaba         |
| 11 | TV | Hawar Mulla Mohammed        | 1 tháng 6, 1981 (23 tuổi)   |         | Al Quwa Al Jawiya |
| 12 | HV | Haidar Abdul-Razzaq         | 9 tháng 6, 1982 (22 tuổi)   |         | Al-Talaba         |
| 13 | TV | Haidar Sabah                | 15 tháng 3, 1986 (18 tuổi)  |         | Al-Zawraa         |
| 14 | HV | Haidar Abdul-Amir           | 2 tháng 11, 1982 (21 tuổi)  |         | Al-Zawraa         |
| 15 | TV | Hassan Turki                | 1 tháng 7, 1981 (23 tuổi)   |         | Al-Talaba         |
| 16 | TĐ | Ahmad Mnajed                | 13 tháng 12, 1981 (22 tuổi) |         | Al-Zawraa         |
| 17 | TĐ | Ahmad Salah                 | 9 tháng 3, 1982 (22 tuổi)   |         | Al-Zamalek        |
| 18 | TV | Mahdi Karim                 | 10 tháng 12, 1983 (20 tuổi) |         | Al-Talaba         |
| 19 | TV | Nashat Akram                | 12 tháng 9, 1984 (19 tuổi)  |         | Al-Shabab         |
| 21 | TM | Ahmad Ali                   | 2 tháng 8, 1982 (21 tuổi)   |         | Al-Zawraa         |
| 22 | TM | Noor Sabri                  | 18 tháng 6, 1984 (20 tuổi)  |         | Al-Zawraa         |
| 23 | TV | Yassir Raad                 | 25 tháng 6, 1983 (21 tuổi)  |         | Al-Zawraa         |
| 24 | TV | Qusay Munir                 | 12 tháng 4, 1981 (23 tuổi)  |         | Al Quwa Al Jawiya |
| 25 | TV | Abdul-Wahab Abu Al-Hail (c) | 21 tháng 12, 1975 (28 tuổi) |         | Esteghlal Ahvaz   |

### Ả Rập Xê Út
Huấn luyện viên:  Gerard van der Lem
| Số | Vt | Cầu thủ              | Ngày sinh (tuổi)            | Số trận | Câu lạc bộ  |
| -- | -- | -------------------- | --------------------------- | ------- | ----------- |
| 2  | HV | Ahmed Dokhi          | 25 tháng 10, 1976 (27 tuổi) |         | Al-Hilal    |
| 3  | HV | Redha Tukar          | 29 tháng 11, 1975 (28 tuổi) |         | Al-Ittihad  |
| 4  | HV | Hamad Al-Montashari  | 22 tháng 6, 1982 (22 tuổi)  |         | Al-Ittihad  |
| 5  | HV | Naif Al-Qadi         | 3 tháng 4, 1979 (25 tuổi)   |         | Al-Ahli     |
| 6  | TV | Saad Al-Dosari       | 3 tháng 9, 1977 (26 tuổi)   |         | Al-Hilal    |
| 7  | TĐ | Ibrahim Sowed        | 21 tháng 7, 1974 (29 tuổi)  |         | Al-Ittihad  |
| 9  | TĐ | Yasser Al-Qahtani    | 10 tháng 10, 1982 (21 tuổi) |         | Al-Qadisiya |
| 10 | TV | Mohammad Al-Shalhoub | 8 tháng 12, 1980 (23 tuổi)  |         | Al-Hilal    |
| 13 | HV | Ali Al-Abdali        | 5 tháng 2, 1979 (25 tuổi)   |         | Al-Ahli     |
| 14 | TV | Saud Khariri         | 8 tháng 7, 1980 (24 tuổi)   |         | Al-Ittihad  |
| 15 | TĐ | Marzouk Al-Otaibi    | 7 tháng 11, 1975 (28 tuổi)  |         | Al-Ittihad  |
| 16 | TV | Khamis Owairan (c)   | 30 tháng 7, 1973 (30 tuổi)  |         | Al-Ittihad  |
| 19 | TV | Saheb Al-Abdulla     | 21 tháng 7, 1977 (26 tuổi)  |         | Al-Ahli     |
| 20 | TV | Abdul Al-Janoubi     | 21 tháng 7, 1974 (29 tuổi)  |         | Al-Nassr    |
| 21 | TM | Mabrouk Zaid         | 11 tháng 2, 1979 (25 tuổi)  |         | Al-Ittihad  |
| 22 | TM | Mansour Al-Naje      | 1 tháng 8, 1978 (25 tuổi)   |         | Al-Ahli     |
| 23 | TM | Tariq Al-Hargan      | 4 tháng 11, 1984 (19 tuổi)  |         | Al-Shabab   |
| 24 | TĐ | Abdulrahman Al-Bishi | 1 tháng 7, 1982 (22 tuổi)   |         | Al-Nassr    |
| 25 | TĐ | Yusri Al Bashah      | 27 tháng 7, 1979 (24 tuổi)  |         | Al-Ettifaq  |
| 28 | TV | Saad Al-Zahrani      | 1 tháng 7, 1980 (24 tuổi)   |         | Al-Nassr    |
| 29 | TĐ | Talal Al-Meshal      | 7 tháng 6, 1978 (26 tuổi)   |         | Al-Ahli     |
| 30 | HV | Saod Al-Kaebari      | 12 tháng 8, 1980 (23 tuổi)  |         | Al-Ahli     |

### Turkmenistan
Huấn luyện viên:  Rahym Gurbanmämmedow
| Số | Vt | Cầu thủ                  | Ngày sinh (tuổi)            | Số trận | Câu lạc bộ            |
| -- | -- | ------------------------ | --------------------------- | ------- | --------------------- |
| 1  | TM | Ýewgeniý Naboýçenko      | 17 tháng 5, 1970 (34 tuổi)  |         | FC Kairat             |
| 2  | HV | Rasim Kerimow            | 13 tháng 7, 1979 (25 tuổi)  |         | FC Vorskla Poltava    |
| 3  | HV | Goçguly Goçgulyýew       | 26 tháng 5, 1977 (27 tuổi)  |         | FC Pakhtakor Tashkent |
| 4  | HV | Guwanç Rejepow           | 20 tháng 5, 1982 (22 tuổi)  |         | Nisa Aşgabat          |
| 6  | TV | Gurbangeldi Durdyýew (c) | 12 tháng 1, 1973 (31 tuổi)  |         | Nisa Aşgabat          |
| 7  | HV | Kamil Mingazow           | 21 tháng 6, 1968 (36 tuổi)  |         | Nisa Aşgabat          |
| 8  | TV | Artýom Nazarow           | 20 tháng 6, 1977 (27 tuổi)  |         | Nisa Aşgabat          |
| 9  | TV | Arif Mirzoýew            | 13 tháng 1, 1980 (24 tuổi)  |         | Nisa Aşgabat          |
| 11 | TĐ | Daýançgylyç Urazow       | 15 tháng 12, 1978 (25 tuổi) |         | FC Ekibastuzets       |
| 12 | TĐ | Wýaçeslaw Krendelew      | 24 tháng 7, 1982 (21 tuổi)  |         | FC Taraz              |
| 13 | TĐ | Guwançmuhammet Öwekow    | 2 tháng 2, 1981 (23 tuổi)   |         | FC Vorskla Poltava    |
| 14 | TV | Rustam Saparow           | 10 tháng 4, 1978 (26 tuổi)  |         | Nebitçi Balkanabat    |
| 15 | HV | Omar Berdiýew            | 25 tháng 6, 1979 (25 tuổi)  |         | FC Atyrau             |
| 16 | TM | Baýramnyýaz Berdiýew     | 13 tháng 9, 1974 (29 tuổi)  |         | FC Esil Bogatyr       |
| 20 | TV | Begençmuhammet Kulyýew   | 4 tháng 4, 1977 (27 tuổi)   |         | FC Vostok             |
| 21 | TĐ | Wladimir Baýramow        | 2 tháng 8, 1980 (23 tuổi)   |         | FC Rubin Kazan        |
| 22 | TV | Nazar Baýramow           | 4 tháng 9, 1982 (21 tuổi)   |         | FC Vorskla Poltava    |
| 24 | TĐ | Ýewgeniý Zemskow         | 17 tháng 3, 1982 (22 tuổi)  |         | Nisa Aşgabat          |
| 25 | TV | Witaliý Alikperow        | 1 tháng 8, 1978 (25 tuổi)   |         | Nebitçi Balkanabat    |
| 26 | HV | Baýramdurdi Meredow      | 27 tháng 3, 1979 (25 tuổi)  |         | Nebitçi Balkanabat    |
| 28 | HV | Arsen Bagdasarýan        | 11 tháng 3, 1977 (27 tuổi)  |         | Nisa Aşgabat          |
| 30 | TM | Pawel Harçik             | 5 tháng 4, 1979 (25 tuổi)   |         | Neftekhimik           |

### Uzbekistan
Huấn luyện viên:  Ravshan Haydarov
| Số | Vt | Cầu thủ              | Ngày sinh (tuổi)            | Số trận | Câu lạc bộ               |
| -- | -- | -------------------- | --------------------------- | ------- | ------------------------ |
| 1  | TM | Aleksei Poliakov     | 28 tháng 3, 1974 (30 tuổi)  |         | FC Krylia Sovetov Samara |
| 2  | HV | Bakhtiyor Ashurmatov | 25 tháng 3, 1976 (28 tuổi)  |         | FC Pakhtakor Tashkent    |
| 3  | HV | Andrei Fyodorov      | 10 tháng 4, 1971 (33 tuổi)  |         | FC Rubin Kazan           |
| 4  | TV | Mirjalol Qosimov (c) | 17 tháng 9, 1970 (33 tuổi)  |         | FC Alania Vladikavkaz    |
| 6  | TV | Leonid Koshelev      | 20 tháng 12, 1979 (24 tuổi) |         | FC Pakhtakor Tashkent    |
| 7  | TĐ | Andrey Akopyants     | 27 tháng 8, 1977 (26 tuổi)  |         | FC Rostov                |
| 8  | TV | Server Djeparov      | 3 tháng 10, 1982 (21 tuổi)  |         | FC Pakhtakor Tashkent    |
| 9  | TĐ | Anvarjon Soliev      | 5 tháng 2, 1978 (26 tuổi)   |         | FC Pakhtakor Tashkent    |
| 11 | TĐ | Vladimir Shishelov   | 8 tháng 11, 1979 (24 tuổi)  |         | FC Pakhtakor Tashkent    |
| 12 | TM | Ignatiy Nesterov     | 20 tháng 6, 1983 (21 tuổi)  |         | FC Pakhtakor Tashkent    |
| 13 | HV | Shavkat Raimkulov    | 7 tháng 5, 1984 (20 tuổi)   |         | Traktor Tashkent         |
| 15 | TĐ | Aleksandr Geynrikh   | 6 tháng 10, 1984 (19 tuổi)  |         | PFC CSKA Moscow          |
| 17 | TĐ | Zafar Kholmuradov    | 15 tháng 10, 1976 (27 tuổi) |         | Nasaf Qarshi             |
| 18 | TV | Timur Kapadze        | 5 tháng 9, 1981 (22 tuổi)   |         | FC Pakhtakor Tashkent    |
| 20 | TV | Ildar Magdeev        | 11 tháng 4, 1984 (20 tuổi)  |         | FC Pakhtakor Tashkent    |
| 21 | TM | Yevgeni Safonov      | 6 tháng 7, 1977 (27 tuổi)   |         | FC Shinnik Yaroslavl     |
| 22 | HV | Nikolay Shirshov     | 22 tháng 6, 1974 (30 tuổi)  |         | FC Rostov                |
| 23 | TV | Ilyos Zeytulayev     | 13 tháng 8, 1984 (19 tuổi)  |         | Juventus                 |
| 24 | HV | Asror Aliqulov       | 12 tháng 9, 1978 (25 tuổi)  |         | FC Pakhtakor Tashkent    |
| 25 | HV | Islom Inomov         | 30 tháng 5, 1984 (20 tuổi)  |         | FC Pakhtakor Tashkent    |
| 26 | TĐ | Marat Bikmoev        | 1 tháng 7, 1986 (18 tuổi)   |         | FC Pakhtakor Tashkent    |
| 28 | HV | Aleksey Nikolaev     | 5 tháng 9, 1979 (24 tuổi)   |         | FC Pakhtakor Tashkent    |

## Bảng D

### Iran
Huấn luyện viên:  Branko Ivanković
| Số | Vt | Cầu thủ             | Ngày sinh (tuổi)           | Số trận | Câu lạc bộ   |
| -- | -- | ------------------- | -------------------------- | ------- | ------------ |
| 1  | TM | Ebrahim Mirzapour   | 16 tháng 9, 1978 (25 tuổi) |         | Foolad       |
| 2  | TV | Mehdi Mahdavikia    | 24 tháng 7, 1977 (26 tuổi) |         | Hamburger SV |
| 3  | HV | Mehdi Amirabadi     | 22 tháng 2, 1979 (25 tuổi) |         | Saipa        |
| 4  | HV | Yahya Golmohammadi  | 16 tháng 3, 1971 (33 tuổi) |         | Persepolis   |
| 5  | HV | Rahman Rezaei       | 20 tháng 2, 1975 (29 tuổi) |         | Messina      |
| 6  | TV | Javad Nekounam      | 7 tháng 9, 1980 (23 tuổi)  |         | PAS Tehran   |
| 7  | TV | Hamed Kavianpour    | 1 tháng 12, 1978 (25 tuổi) |         | Persepolis   |
| 8  | TV | Ali Karimi          | 8 tháng 11, 1978 (25 tuổi) |         | Al-Ahli      |
| 10 | TĐ | Ali Daei (c)        | 21 tháng 3, 1969 (35 tuổi) |         | Persepolis   |
| 12 | TM | Hassan Roudbarian   | 6 tháng 7, 1978 (26 tuổi)  |         | PAS Tehran   |
| 13 | HV | Hossein Kaebi       | 23 tháng 9, 1985 (18 tuổi) |         | Foolad       |
| 14 | TĐ | Arash Borhani       | 14 tháng 9, 1983 (20 tuổi) |         | PAS Tehran   |
| 15 | HV | Ebrahim Taghipour   | 23 tháng 9, 1976 (27 tuổi) |         | Zob Ahan     |
| 16 | TĐ | Reza Enayati        | 23 tháng 9, 1976 (27 tuổi) |         | Esteghlal    |
| 17 | TV | Iman Mobali         | 3 tháng 11, 1982 (21 tuổi) |         | Foolad       |
| 18 | HV | Ali Badavi          | 20 tháng 6, 1982 (22 tuổi) |         | Foolad       |
| 19 | HV | Jalal Kameli Mofrad | 15 tháng 5, 1981 (23 tuổi) |         | Foolad       |
| 20 | HV | Mohammad Nosrati    | 10 tháng 1, 1982 (22 tuổi) |         | PAS Tehran   |
| 21 | TM | Mehdi Rahmati       | 2 tháng 2, 1983 (21 tuổi)  |         | Fajr Sepasi  |
| 26 | TV | Mohammad Alavi      | 29 tháng 1, 1982 (22 tuổi) |         | Foolad       |
| 27 | HV | Sattar Zare         | 28 tháng 1, 1982 (22 tuổi) |         | Bargh Shiraz |
| 29 | TV | Farzad Majidi       | 9 tháng 9, 1977 (26 tuổi)  |         | Esteghlal    |

### Nhật Bản
Huấn luyện viên:  Zico
| Số | Vt | Cầu thủ                | Ngày sinh (tuổi)            | Số trận | Câu lạc bộ           |
| -- | -- | ---------------------- | --------------------------- | ------- | -------------------- |
| 1  | TM | Seigo Narazaki         | 15 tháng 4, 1976 (28 tuổi)  | 44      | Nagoya Grampus Eight |
| 3  | HV | Makoto Tanaka          | 8 tháng 8, 1975 (28 tuổi)   | 4       | Jubilo Iwata         |
| 4  | TV | Yasuhito Endo          | 28 tháng 1, 1980 (24 tuổi)  | 20      | Gamba Osaka          |
| 5  | HV | Tsuneyasu Miyamoto (c) | 7 tháng 2, 1977 (27 tuổi)   | 35      | Gamba Osaka          |
| 6  | TV | Kōji Nakata            | 9 tháng 7, 1979 (25 tuổi)   | 40      | Kashima Antlers      |
| 8  | TV | Mitsuo Ogasawara       | 5 tháng 4, 1979 (25 tuổi)   | 22      | Kashima Antlers      |
| 10 | TV | Shunsuke Nakamura      | 24 tháng 6, 1978 (26 tuổi)  | 39      | Reggina Calcio       |
| 11 | TĐ | Takayuki Suzuki        | 5 tháng 6, 1976 (28 tuổi)   | 34      | Kashima Antlers      |
| 12 | TM | Yoichi Doi             | 25 tháng 7, 1973 (30 tuổi)  | 1       | F.C. Tokyo           |
| 14 | TV | Alessandro dos Santos  | 20 tháng 7, 1977 (26 tuổi)  | 35      | Urawa Reds           |
| 15 | TV | Takashi Fukunishi      | 1 tháng 9, 1976 (27 tuổi)   | 29      | Jubilo Iwata         |
| 16 | TV | Toshiya Fujita         | 4 tháng 10, 1971 (32 tuổi)  | 19      | Jubilo Iwata         |
| 17 | HV | Atsuhiro Miura         | 24 tháng 7, 1974 (29 tuổi)  | 21      | Tokyo Verdy 1969     |
| 18 | HV | Naoki Matsuda          | 14 tháng 3, 1977 (27 tuổi)  | 36      | Yokohama F. Marinos  |
| 19 | TĐ | Masashi Motoyama       | 20 tháng 6, 1979 (25 tuổi)  | 11      | Kashima Antlers      |
| 20 | TĐ | Keiji Tamada           | 11 tháng 4, 1980 (24 tuổi)  | 8       | Kashiwa Reysol       |
| 21 | HV | Akira Kaji             | 13 tháng 1, 1980 (24 tuổi)  | 10      | F.C. Tokyo           |
| 22 | HV | Yuji Nakazawa          | 25 tháng 2, 1978 (26 tuổi)  | 20      | Yokohama F. Marinos  |
| 23 | TM | Yoshikatsu Kawaguchi   | 15 tháng 8, 1975 (28 tuổi)  | 58      | FC Nordsjælland      |
| 24 | TV | Norihiro Nishi         | 9 tháng 5, 1980 (24 tuổi)   | 2       | Jubilo Iwata         |
| 25 | HV | Takayuki Chano         | 23 tháng 11, 1976 (27 tuổi) | 2       | JEF United Ichihara  |
| 26 | TV | Takuya Yamada          | 24 tháng 8, 1974 (29 tuổi)  | 3       | Tokyo Verdy 1969     |

### Oman
Huấn luyện viên:  Milan Máčala
| Số | Vt | Cầu thủ                            | Ngày sinh (tuổi)            | Số trận | Câu lạc bộ   |
| -- | -- | ---------------------------------- | --------------------------- | ------- | ------------ |
| 2  | HV | Mohammed Rabia Al-Noobi (c)        | 10 tháng 5, 1981 (23 tuổi)  |         | Al-Wahda     |
| 3  | TV | Ayiman Suroor                      | 25 tháng 4, 1980 (24 tuổi)  |         | Al-Seeb Club |
| 4  | HV | Said Suwailim Al Shoon             | 28 tháng 8, 1983 (20 tuổi)  |         | Muscat Club  |
| 5  | HV | Hussain Mustahil                   | 3 tháng 5, 1980 (24 tuổi)   |         | Khitan       |
| 6  | TV | Hamdi Hubais                       | 27 tháng 1, 1984 (20 tuổi)  |         | Naser        |
| 8  | TĐ | Badar Al-Maimani                   | 16 tháng 7, 1984 (20 tuổi)  |         | Al-Riyadh    |
| 9  | TĐ | Hashim Saleh                       | 15 tháng 10, 1981 (22 tuổi) |         | Al-Nasr      |
| 10 | TV | Fawzi Bashir Doorbeen              | 6 tháng 5, 1984 (20 tuổi)   |         | Al-Nasr      |
| 11 | TĐ | Yousuf Shaaban                     | 4 tháng 11, 1982 (21 tuổi)  |         | Dhofar Club  |
| 12 | TV | Ahmed Mubarak Al Mahaijri          | 23 tháng 2, 1985 (19 tuổi)  |         | Al-Wahda     |
| 14 | TV | Mohamed Hamed                      | 2 tháng 12, 1982 (21 tuổi)  |         | Al Oruba Sur |
| 16 | TV | Mohammed Mubarek                   | 19 tháng 7, 1984 (19 tuổi)  |         | Oman Club    |
| 17 | HV | Hassan Yousuf Mudhafar Al Gheilani | 26 tháng 6, 1980 (24 tuổi)  |         | Al Oruba Sur |
| 18 | TV | Sultan Al Touqi                    | 2 tháng 1, 1984 (20 tuổi)   |         | Muscat Club  |
| 19 | HV | Nabil Ashoor                       | 7 tháng 4, 1982 (22 tuổi)   |         | Al-Nasr      |
| 20 | TĐ | Amad Al Hosni                      | 18 tháng 7, 1984 (19 tuổi)  |         | Al-Riyadh    |
| 21 | TV | Ahmed Hadid Al Mukhaini            | 18 tháng 7, 1984 (19 tuổi)  |         | Talia Club   |
| 22 | TM | Badar Jumaa                        | 6 tháng 12, 1981 (22 tuổi)  |         | Dhofar Club  |
| 23 | HV | Badar Al Mahruqy                   | 12 tháng 12, 1979 (24 tuổi) |         | Muscat Club  |
| 24 | TM | Ali Talib                          | 14 tháng 11, 1984 (19 tuổi) |         | Sur Club     |
| 25 | HV | Khalifa Ayil Al-Naufli             | 1 tháng 3, 1984 (20 tuổi)   |         | Al-Riyadh    |
| 26 | TM | Ali Al Habsi                       | 30 tháng 12, 1981 (22 tuổi) |         | FC Lyn Oslo  |

### Thái Lan
Huấn luyện viên:  Chatchai Paholpat
| Số | Vt | Cầu thủ                         | Ngày sinh (tuổi)            | Số trận | Câu lạc bộ         |
| -- | -- | ------------------------------- | --------------------------- | ------- | ------------------ |
| 3  | HV | Niweat Siriwong                 | 18 tháng 7, 1977 (26 tuổi)  |         | Đông Á Bank        |
| 4  | HV | Peeratat Phoruendee             | 15 tháng 3, 1979 (25 tuổi)  |         | BEC Tero Sasana    |
| 6  | HV | Choketawee Promrut (c)          | 16 tháng 3, 1975 (29 tuổi)  |         | Tampines Rovers FC |
| 7  | HV | Narongchai Vachiraban           | 16 tháng 2, 1981 (23 tuổi)  |         | BEC Tero Sasana    |
| 8  | TV | Therdsak Chaiman                | 29 tháng 9, 1973 (30 tuổi)  |         | Đông Á Bank        |
| 12 | HV | Nirut Surasiang                 | 20 tháng 2, 1979 (25 tuổi)  |         | Bình Định          |
| 14 | TĐ | Sarayuth Chaikamdee             | 24 tháng 9, 1981 (22 tuổi)  |         | Thai Port FC       |
| 15 | HV | Phaitoon Thiabma                | 13 tháng 9, 1981 (22 tuổi)  |         | Osotspa FC         |
| 16 | TV | Sakda Joemdee                   | 7 tháng 4, 1982 (22 tuổi)   |         | Đông Á Bank        |
| 18 | TM | Sinthaweechai Hathairattanakool | 23 tháng 3, 1982 (22 tuổi)  |         | TTM Samut Sakhon   |
| 19 | TV | Datsakorn Thonglao              | 30 tháng 12, 1983 (20 tuổi) |         | BEC Tero Sasana    |
| 21 | TV | Issawa Singthong                | 7 tháng 10, 1980 (23 tuổi)  |         | Bình Định          |
| 22 | TM | Punuwat Tangunurat              | 11 tháng 6, 1980 (24 tuổi)  |         | Krung Thai Bank FC |
| 23 | TĐ | Sutee Suksomkit                 | 5 tháng 6, 1980 (24 tuổi)   |         | Home United FC     |
| 24 | HV | Jetsada Jitsawad                | 5 tháng 4, 1980 (24 tuổi)   |         | TTM Samut Sakhon   |
| 25 | HV | Tada Keelalay                   | 4 tháng 4, 1984 (20 tuổi)   |         | Bangkok Bank FC    |
| 26 | HV | Worachai Surinsirirat           | 26 tháng 3, 1973 (31 tuổi)  |         | BEC Tero Sasana    |
| 27 | TV | Pichitphong Choeichiu           | 28 tháng 8, 1982 (21 tuổi)  |         | Krung Thai Bank FC |
| 28 | HV | Nattaporn Phanrit               | 11 tháng 1, 1982 (22 tuổi)  |         | TTM Samut Sakhon   |
| 29 | TĐ | Rangsan Viwatchaichok           | 22 tháng 1, 1979 (25 tuổi)  |         | Bangkok Bank FC    |
| 30 | HV | Supachai Komsilp                | 18 tháng 2, 1980 (24 tuổi)  |         | Krung Thai Bank FC |